# كورليوني
كورليوني (بالإيطالية: Corleone)‏ أو قُرلِيُون أو قُرُلُون مدينة إيطالية يقطنها 11.387 نسمة، بمقاطعة باليرمو في صقلية. تبعد 115 كيلومترا عن أغريجنتو، و133 كيلومترا من كالتانيسيتا، و249 كيلومترا من كاتانيا، و152 كيلومترا من إنا 299 من ميسينا، و 57 من باليرمو، 251 من راغوزا، 324 من سرقوسة و101 كيلومترا من تراباني.
قال عنها الشريف الإدريسي:

## السكان
في سنة 1861 بلغ عدد السكان 15٬380 نسمة، وتطور العدد ليصل في سنة 2011 لـ 11٬286 نسمة.
يظهر هذا المخطط البياني تطور النمو السكاني لـ كورليوني

## توأمة
لكورليوني اتفاقيات توأمة مع:
- فيبو فالينتيا

## أعلام
- سالفاتوري رينا
- لوتشيانو ليجيو
- برناردو بروفنزانو